# Pantalla de plasma

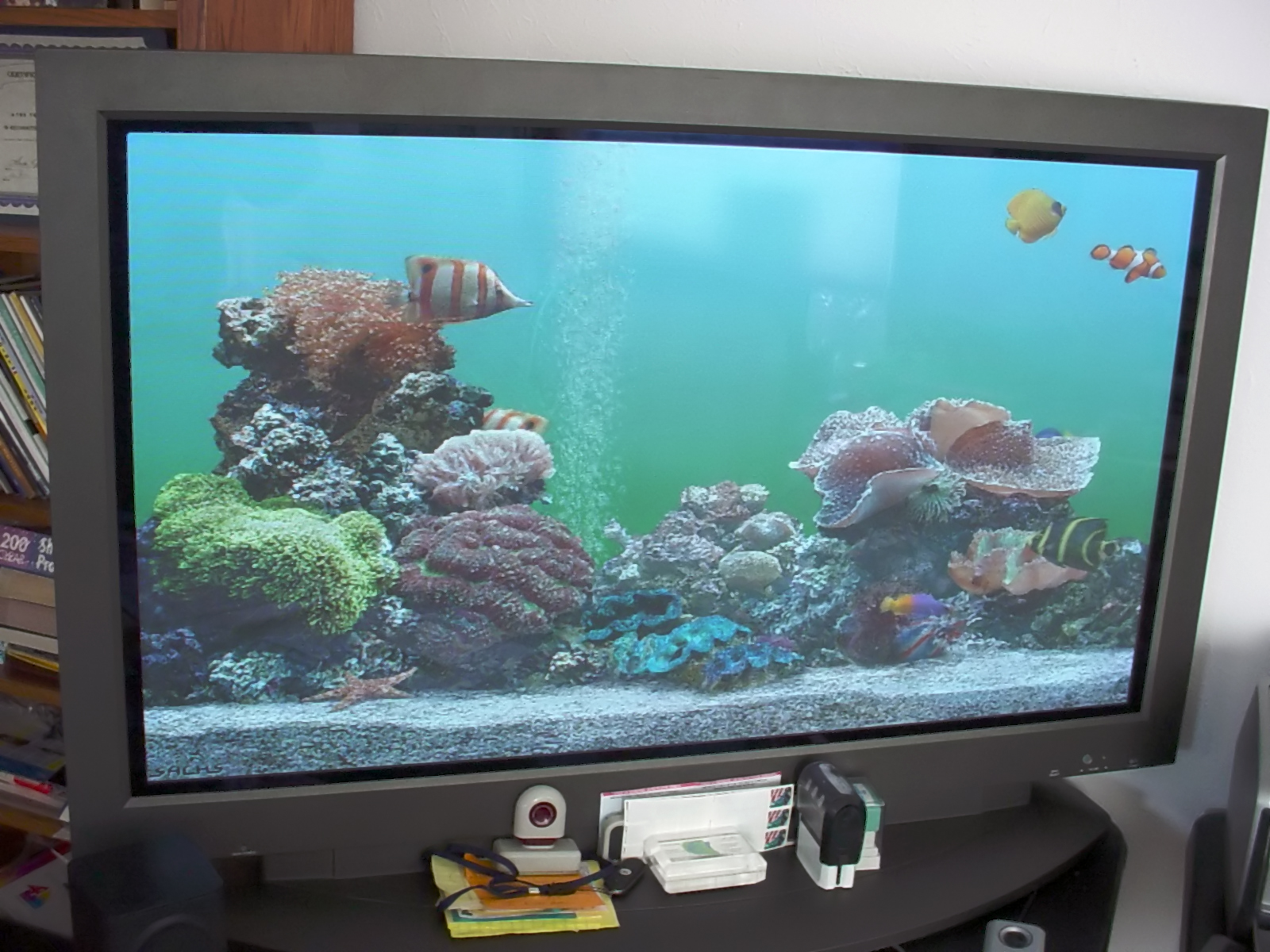
Pantalla de plasma.

Una pantalla de plasma es un dispositivo de pantalla plana generalmente utilizado en televisores de gran formato, como (de 42 a 120 pulgadas). También es utilizado en televisores de pequeño formato, como (de 32 a 40 pulgadas). Una desventaja de este tipo de pantallas en grandes formatos es la alta cantidad de calor que emanan, por lo que no es muy agradable para un usuario que guste de largas horas de televisión o videojuegos. Consta de muchas celdas diminutas situadas entre dos paneles de cristal que contienen una mezcla de gases nobles (neón, argón y xenón). El gas en las celdas se convierte eléctricamente en plasma, el cual provoca que una sustancia fosforescente (que no es fósforo) emita luz. En la actualidad este tipo de pantallas ya no se fabrican.

## Características generales
Las pantallas de plasma tienen una luz propia muy brillante de (1000 lux o más por módulo), una amplia gama de colores y pueden fabricarse en tamaños bastante grandes, de hasta 300 centímetros de diagonal. Tienen una luminosidad muy baja a niveles de negros, produciendo un negro perfecto que resulta más deseable para ver películas. Esta pantalla tiene cerca de seis centímetros de grosor y su tamaño total (incluyendo la electrónica) es menor de diez centímetros.
Los plasma usan tanta energía por metro cuadrado como los televisores de CRT. El consumo eléctrico puede variar en gran medida dependiendo de qué se esté viendo en él. Las escenas brillantes (como un partido de fútbol) necesitarán una mayor energía que las escenas obscuras (como una escena nocturna de una película). Las medidas nominales indican 400 vatios para una pantalla de 50 pulgadas. Los modelos relativamente recientes consumen entre 220 y 310 vatios para televisores de 50 pulgadas cuando se está utilizando en modo cine. La mayoría de las pantallas están configuradas con el modo «tienda» por defecto, y consumen como mínimo el doble de energía que con una configuración más cómoda para el hogar.
El tiempo de vida de la última generación de las pantallas de plasma está estimado en unas 100 000 horas (o 30 años a 8 horas de uso por día) de tiempo real de visionado; sin embargo, se han fabricado televisores de plasma que han reducido el consumo de energía y han alargado su vida útil. En concreto, este es el tiempo de vida medio estimado para la pantalla, el momento en el que la imagen se ha degradado hasta más de la mitad de su brillo original. Se puede seguir usando pero se considera el final de la vida funcional del aparato.

Los competidores incluyen LCD, CRT, LED, OLED, etc. La principal ventaja de la tecnología del plasma es que pantallas muy grandes pueden ser fabricadas usando materiales extremadamente delgados. Ya que cada píxel es iluminado individualmente, la imagen es muy brillante y posee un gran ángulo de visión.

Composición de una pantalla de plasma.

## Detalles funcionales
Los gases xenón y neón en un televisor de plasma están contenidos en cientos de miles de células (píxeles) diminutas entre dos paneles de cristal igual que un emparedado. Los electrodos también se encuentran «emparedados» entre los dos cristales, en la parte frontal y posterior de las células. Ciertos electrodos se ubican detrás de las celdas, a lo largo del panel de cristal trasero, y otros electrodos, que están rodeados por un material aislante dieléctrico y cubiertos por una capa protectora de óxido de magnesio, están ubicados en frente de la celda, a lo largo del panel de cristal frontal. El circuito carga los electrodos que se cruzan creando diferencia de voltaje entre la parte trasera y la frontal, y provocan que el gas se ionice y cambie su estado al de plasma. Posteriormente, los iones del gas corren hacia los electrodos, donde colisionan emitiendo fotones.

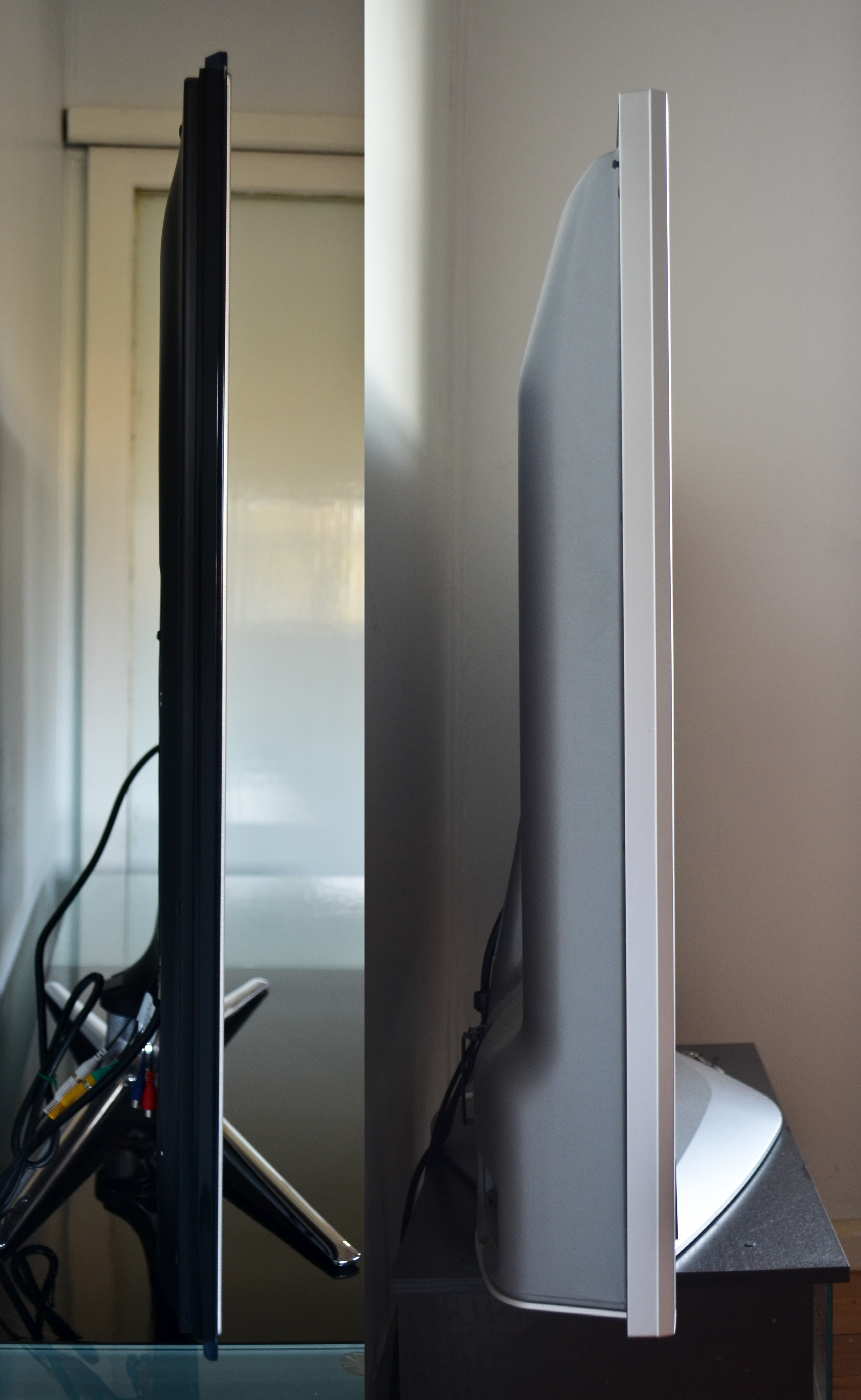
Las pantallas de plasma promedio se han convertido en un cuarto del grosor de 2006 a 2011.

## Relación de contraste
El contraste es la diferencia entre la parte más brillante de la imagen y la más oscura, medida en pasos discretos, en un momento dado. Generalmente, cuanto más alto es el contraste más realista es la imagen. Las relaciones de contraste para pantallas de plasma se suelen anunciar de 15.000:1 a 30.000:1. Esta es una ventaja importante del plasma sobre otras tecnologías de visualización. Aunque no hay ningún tipo de manera en la industria acerca de cómo informar sobre el contraste, la mayoría de los fabricantes siguen el estándar ANSI o bien realizan pruebas «full-on full-off». El estándar ANSI usa un patrón para la prueba de comprobación por medio de la cual se miden simultáneamente los negros más oscuros y los blancos más luminosos, y se logra una clasificación más realista y exacta. Por otro lado, una prueba «full-on full-off» mide el contraste usando una pantalla de negro puro y otra de blanco puro, lo que consigue los valores más altos pero no representa un escenario de visualización típico. Los fabricantes pueden mejorar artificialmente el contraste obtenido incrementando el contraste y el brillo para lograr los valores más altos en las pruebas. Sin embargo, un porcentaje de contraste generado mediante este método sería engañoso, ya que la imagen sería esencialmente imposible de ver con esa configuración.
Se suele decir a menudo que las pantallas de plasma tienen mejores niveles de negros (y relaciones de contraste), aunque tanto las pantallas de plasma como las LCD tienen sus propios desafíos tecnológicos. Cada celda de una pantalla de plasma debe ser precargada para iluminarla (de otra forma la celda no respondería lo suficientemente rápido) y esa precarga conlleva la posibilidad de que las celdas no logren el negro verdadero. Algunos fabricantes han trabajado mucho para reducir la precarga y el brillo de fondo asociado hasta el punto en el que los niveles de negro de los plasmas modernos comienzan a rivalizar con los CRT (tubos de rayos catódicos). Con la tecnología LCD, los píxeles negros son generados por un método de polarización de la luz y son incapaces de ocultar completamente la luz de fondo subyacente.
Un defecto de la tecnología de plasma es que si se utiliza habitualmente la pantalla al nivel máximo de brillo se reduce significativamente el tiempo de vida del aparato. Por este motivo, muchos consumidores usan una configuración de brillo por debajo del máximo, pero que todavía sigue siendo más brillante que la de las pantallas CRT.

## Efecto de pantalla quemada

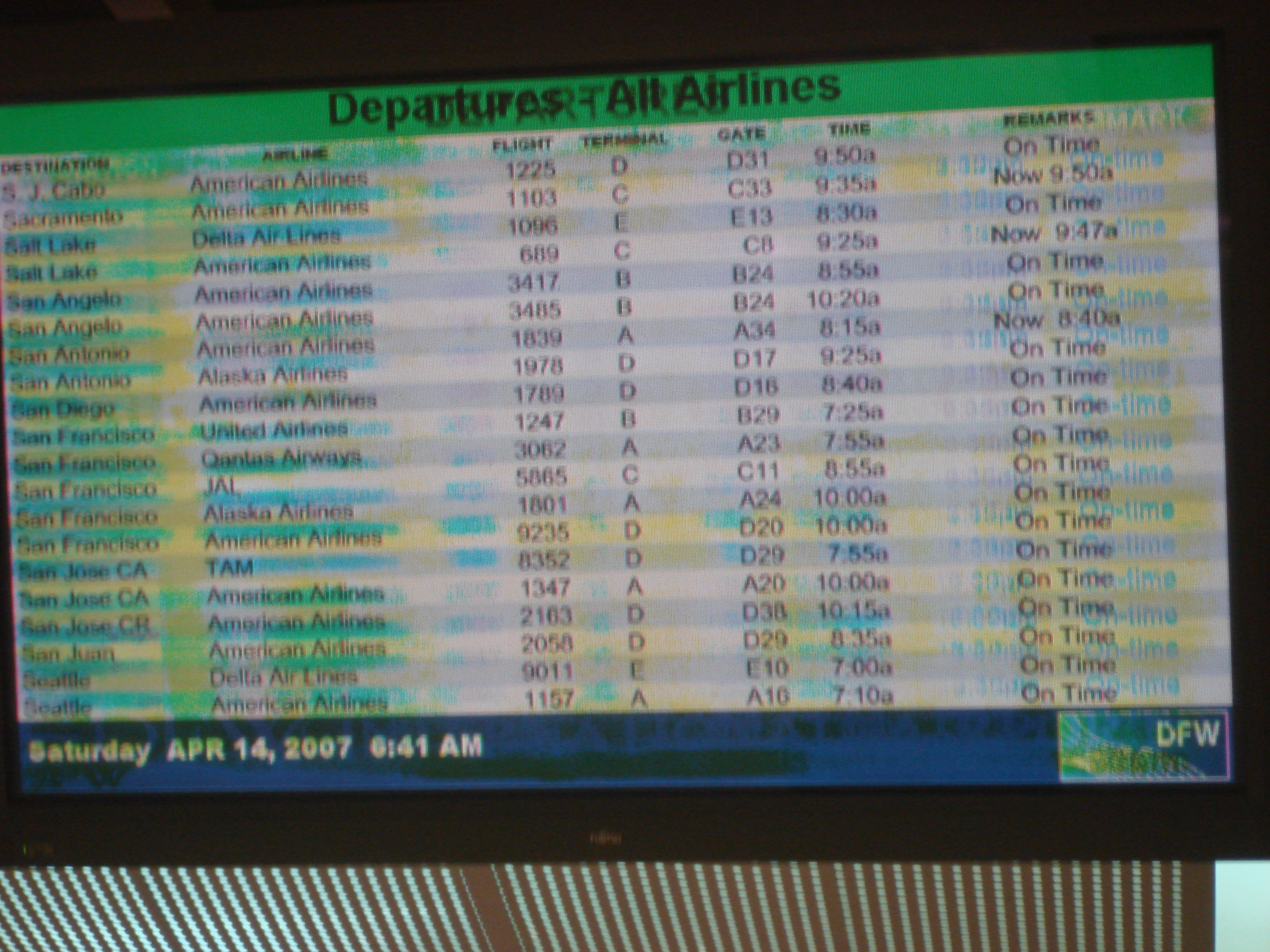
Pantalla muy quemada en el display del aeropuerto de Dallas Fort-Worth. Fotografía de 2007.

En las pantallas electrónicas basadas en fósforo (los de CRT y las de plasma) una exposición prolongada de una imagen estática puede provocar que los objetos que se muestren en ella queden marcados en la pantalla durante un tiempo. Esto es debido al hecho de que los compuestos fosforescentes que emiten la luz pierden su luminosidad con el uso. Como resultado, cuando ciertas áreas de la pantalla son usadas más frecuentemente que otras, a lo largo del tiempo las áreas de baja luminosidad se vuelven visibles a simple vista; esto se conoce como pantalla quemada. Un síntoma muy común es que la calidad de la imagen disminuye gradualmente conforme a las variaciones de luminosidad que tienen lugar a lo largo del tiempo, resultando una imagen con aspecto «embarrado». Esto sucede aún más en las pantallas de plasma ya que debido al calor excesivo provocado por la reacción química del plasma hace que los fósforos se quemen y se remarqué en mucho menor tiempo. Esto sucedía en las primeras generaciones, y en las generaciones actuales este efecto ya no se produce aunque no están exentas.
Las pantallas LCD solían sufrir el denominado «efecto fantasma», algo desconocido en las pantallas de plasma.

### Ventajas de las plasma frente a las LCD
- Mayor ángulo de visión.
- Ausencia de tiempo de respuesta, lo que evita el efecto estela o «efecto fantasma» que se produce en ciertos LCD debido a altos tiempos de refresco (mayores a 12 ms). Sin embargo, las pantallas LCD actuales han mejorado considerablemente los tiempos de respuesta.
- No contienen mercurio, a diferencia de las pantallas LCD con retroiluminación fluorescente (las que emplean LED tampoco contienen mercurio).
- Colores más suaves al ojo humano.
- Mayor número de colores.
- Colores más reales y vívidos.
- Contraste altísimo.

### Ventajas de las LCD frente a las de plasma
- El precio de fabricación de los monitores de plasma es superior al de las pantallas LCD. Este precio de fabricación no afecta tanto al PVP como al margen de ganancia de las tiendas, de ahí que muchas veces las grandes superficies no suelan trabajar con ellas, en beneficio de las de LCD.
- Consumo eléctrico: un televisor con pantalla de plasma grande puede consumir hasta un 30 % más de electricidad que un televisor LCD. No obstante, los modelos más recientes tienen consumos muy razonables, del orden de los 140 vatios para un tamaño de 42". Las pantallas LCD con retroiluminación LED poseen un consumo aún menor.
- Efecto de «pantalla quemada»: si la pantalla permanece encendida durante mucho tiempo mostrando imágenes estáticas (como logotipos o encabezados de noticias) es posible que la imagen quede fija o sobreescrita en la pantalla, aunque este efecto está solucionado desde la octava generación (actualmente se encuentra en la undécima y este efecto ya no se reproduce).